# Nuttallanthus
Nuttallanthus je maleni biljni rod iz porodice trpučevki , dio potporodice Antirrhinoideae. 
Sastoji se od 4 vrste jednogodišnjeg ili dvogodišnjeg bilja, od čega 3 u Sjevernoj Americi i jedna u južnoameričkim Andama 

## Etimologija
Ime roda dolazi po Thomasu Nuttallu, 1786. – 1859., britanskom prirodoslovcu i sakupljaču biljaka, i grčki anthos, cvijet.

## Vrste
1. Nuttallanthus canadensis (L.) D.A.Sutton
2. Nuttallanthus floridanus (Chapm.) D.A.Sutton
3. Nuttallanthus subandinus (Diels) D.A.Sutton
4. Nuttallanthus texanus (Scheele) D.A.Sutton